# Недійсність правочину
Неді́йсність правочи́ну — наслідок недодержання в момент вчинення правочину стороною (сторонами) вимог, які прямо встановлені правом.
Оскільки правочин є правомірним, якщо його недійсність прямо не встановлена законом або якщо він не визнаний судом недійсним (презумпція правомірності правочину), то на закон покладається чітке визначення умов (підстав), процесуального порядку і наслідків недійсності.
Від недійсних слід відрізняти неукладені правочини (коли сторони не дійшли повної згоди для досягнення правочином повної сили).

## Недійсність правочину в римському праві
За римським ius civile недійсними визнавалися правочини, які заборонені законом чи укладені внаслідок аморальності. В цілому правочини визнавалися недійсними за таких умов:
1. договір, укладений всупереч волі контрагента;
2. зміст майбутнього договору суперечить правовим приписам та чинним законам;
3. договір, укладений внаслідок помилки (лат. error). Помилкою вважалося неправильне уявлення однієї сторони про будь-які речі чи дії. Суттєвими помилками, які впливають на можливість визнання договору недійсними, вважалися:
  1. помилки в характері договору (лат. error in negotio), тобто помилка в суті договору;
  2. помилки в предметі договору (лат. error in corpore);
  3. помилки в особі контрагента (лат. error in persona);
  4. помилка в праві, тобто незнання законів. Однак помилки в праві прощалися жінкам, солдатам, неповнолітнім та жителям провінцій;
4. договір, укладений внаслідок обману (лат. dolus), тобто навмисне введення в оману контрагента з метою спонукання його до укладення невигідної для нього угоди;
5. договір, укладений внаслідок примусу, який міг бути двох видів:
  1. насильство (лат. vis absoluta) та
  2. погроза (лат. metus)[1].

## Недійсність правочину в українському праві
Питання недійсності правочинів регулюються § 2 глави 16 розділу IV (ст.ст. 215–236) Цивільного кодексу України, іншими положеннями ЦКУ, а також Земельним кодексом України, Господарським кодексом України, Сімейним кодексом України, Законами України «Про захист прав споживачів» [Архівовано 28 вересня 2013 у Wayback Machine.], «Про оренду землі» [Архівовано 28 вересня 2013 у Wayback Machine.], «Про приватизацію державного майна» [Архівовано 28 вересня 2013 у Wayback Machine.], «Про приватизацію невеликих державних підприємств (малу приватизацію)» [Архівовано 28 вересня 2013 у Wayback Machine.], «Про іпотеку» [Архівовано 28 вересня 2013 у Wayback Machine.], «Про страхування» [Архівовано 29 вересня 2013 у Wayback Machine.], «Про банки і банківську діяльність» [Архівовано 28 вересня 2013 у Wayback Machine.], «Про передачу об'єктів права державної та комунальної власності» [Архівовано 11 листопада 2012 у Wayback Machine.] та іншими актами законодавства.
Ці питання мають велике практичне значення і добре розроблені в юридичній науці, в судовій практиці.

### Види і підстави недійсності правочинів
Розрізняються два види недійсних правочинів: нікчемні та оспорювані.
Якщо недійсність правочину прямо встановлена законом, він є нікчемним правочином. У цьому разі визнання такого правочину недійсним судом не вимагається. У випадках, встановлених ЦК України, нікчемний правочин може бути визнаний судом дійсним (ч. 2 ст. 215 ЦК України).
Приклади нікчемних правочинів:
1. правочин, що обмежує можливість фізичної особи мати не заборонені законом цивільні права та обов'язки;
2. відмова від права на звернення до суду;
3. відмова від права вийти з повного товариства;
4. у разі недодержання вимоги закону про нотаріальне посвідчення договору;
5. правочин, який вчинено малолітньою особою за межами її цивільної дієздатності, і не схвалений у подальшому її батьками (усиновлювачами) або опікуном;
6. правочин, вчинений без дозволу органу опіки та піклування (у випадках, коли такий дозвіл необхідний);
7. правочин, який порушує публічний порядок[2]:
  1. правочини, спрямовані на порушення конституційних прав і свобод людини і громадянина;
  2. правочини, спрямовані на знищення, пошкодження майна фізичної або юридичної особи, держави, Автономної Республіки Крим, територіальної громади, незаконне заволодіння ним.
8. довіреність, у якій не вказана дата її вчинення;
9. відмова від скасування довіреності;
10. правочин щодо забезпечення виконання зобов'язання, вчинений із недодержанням письмової форми;
11. правочин, яким обмежується право заставодавця заповідати заставлене майно;
12. правочин, яким скасовується чи обмежується відповідальність за умисне порушення зобов'язання;
13. доручення на укладення договору дарування, в якому не встановлено імені обдаровуваного;
14. у разі недодержання письмової форми договору страхування, кредитного договору, договору банківського вкладу, договору щодо розпоряджання майновими правами інтелектуальної власності, договору комерційної концесії;
15. заповіт, складений особою, яка не мала на це права, а також заповіт, складений з порушенням вимог щодо його форми та посвідчення.

Цей перелік не є вичерпним.
Законом також встановлюються підстави нікчемності окремих умов (частин) правочинів, які в цілому можуть залишатися дійсними: наприклад, умова договору щодо права банку змінювати розмір фіксованої процентної ставки в односторонньому порядку є нікчемною (ч. 3 ст. 10561 ЦК).
З іншого боку, оспорюваним правочином є той, недійсність якого прямо не встановлена законом, але одна із сторін або інша заінтересована особа заперечує його дійсність на підставах, встановлених законом. Такий правочин може бути визнаний судом недійсним (ч. 3 ст. 215 ЦК України).
Приклади оспорюваних правочинів:
- правочин, який дієздатна фізична особа вчинила у момент, коли вона не усвідомлювала значення своїх дій та (або) не могла керувати ними;
- правочин юридичної особи, вчинений нею без відповідного дозволу (ліцензії);
- правочин, який не відповідає інтересам держави і суспільства, його моральним засадам[3];
- правочин, який вчинено під впливом помилки[4];
- правочин, який вчинено під впливом обману[5];
- правочин, який вчинено під впливом насильства[6];
- правочин, який вчинено у результаті зловмисної домовленості представника однієї сторони з другою стороною[7];
- правочин, який вчинено під впливом тяжкої обставини[8];
- фіктивний правочин[9];
- удаваний правочин[10].

Цей перелік не є вичерпним.
Таким чином, один і той же правочин не може бути одночасно і нікчемним, і оспорюваним.
В науці класифікують підстави недійсності правочинів у наступний спосіб:
1. дефекти суб'єктного складу (укладення правочину особою, що не має необхідного обсягу дієздатності — правочиноздатності);
2. дефекти волі (невідповідність волі та волевиявлення);
3. дефекти форми (недотримання форми);
4. дефекти змісту (незаконність і/або аморальність)[11].

### Момент і наслідки недійсності правочину
Будь-який недійсний правочин є недійсним з моменту його вчинення. Якщо за недійсним правочином права та обов'язки передбачалися лише на майбутнє, можливість настання їх у майбутньому припиняється (ст. 236 ЦК).
Недійсний правочин не створює юридичних наслідків, крім тих, що пов'язані з його недійсністю.
У разі недійсності правочину кожна із сторін зобов'язана повернути другій стороні у натурі все, що вона одержала на виконання цього правочину, а в разі неможливості такого повернення — відшкодувати вартість того, що одержано. Часто вживають термін «двостороння реституція», який підкреслює те, що обидві сторони повертають одержане ними за недійсним правочином одна одній.
Якщо у зв'язку із вчиненням недійсного правочину другій стороні або третій особі завдано збитків та моральної шкоди, вони підлягають відшкодуванню винною стороною.
Особливі правові наслідки недійсності правочинів можуть бути передбачені для окремих випадків: наприклад, якщо правочин було вчинено під впливом насильства чи обману, сторона, яка застосовувала обман або насильство, зобов'язана відшкодувати другій стороні збитки у подвійному розмірі.
Правові наслідки недійсності нікчемного правочину, які встановлені законом, не можуть змінюватися за домовленістю сторін.
Недійсність окремої частини правочину не має наслідком недійсності інших його частин і правочину в цілому, якщо можна припустити, що правочин був би вчинений і без включення до нього недійсної частини (ст. 217 ЦК).

### Визнання правочину недійсним. Застосування наслідків недійсності
Суди розглядають справи за позовами:
а) про визнання оспорюваного правочину недійсним і застосування наслідків його недійсності;
б) про застосування наслідків недійсності нікчемного правочину.
Вимога про застосування наслідків недійсності нікчемного правочину може бути пред'явлена будь-якою заінтересованою особою. Суд може застосувати наслідки недійсності нікчемного правочину з власної ініціативи (ч. 5 ст. 216 ЦК).
Не може бути визнаний недійсним правочин, який не вчинено (договір, який не укладено).
Не допускається укладення мирових угод у справах щодо визнання нікчемності правочинів.

### Офіційні
- Цивільний кодекс України [Архівовано 20 серпня 2013 у Wayback Machine.]
- Про судову практику розгляду цивільних справ про визнання правочинів недійсними: Верховний Суд; Постанова від 06.11.2009 № 9 [Архівовано 28 вересня 2013 у Wayback Machine.]
- Про деякі питання визнання правочинів (господарських договорів) недійсними: Вищий господарський суд; Постанова від 29.05.2013 № 11 [Архівовано 28 вересня 2013 у Wayback Machine.]

### Наукові
- Нижний А. В., Ходаківський М. П., Юровська Г. В. Визнання правочинів недійсними: основи теорії та судова практика. Посібник для суддів / Під редакцією А. В. Нижного. Київ: Алерта, 2020. 234 с. [Архівовано 27 листопада 2021 у Wayback Machine.]
- Крат В. І. Недійсність правочинів, вчинених під впливом обману // Часопис Київ. ун-ту права. — 2012. — № 3. — С. 189–192
- Бернада Є. В. Правові наслідки визнання правочину недійсним та неукладеним // Часопис цивільного і кримінального судочинства. — 2012. — № 3(6). — С. 180–189
- Жорнік М. О. Застосування поняття недійсності правочину та її види у цивільному судочинстві // Адвокат: Науковий журнал. — 2012. — № 9 (144). — С. 33-36
- Длугош О. І. Визнання недійсним правочину, вчиненого під впливом обману // Форум права. — 2011. — № 3. — С. 217–221
- Ткаченко І. М. Нікчемний та оспорюваний правочин: правова різниця між поняттями // Ученые записки Таврического национального университета им. В. И. Вернадского. Юридические науки. — 2008. — № 2. Том 21 (60). — С. 372-377
- Давидова I.В. Види недійсних правочинів
- Голодницький Е. Про види та наслідки нікчемного правочину // Юридичний журнал. — 2004. — № 11
- Пригуза П. Проблеми визнання недійсними правочинів боржника в процедурах банкрутства / 29.05.2013
- Спасибо-Фатєєва І. В. Спірні питання недійсності правочинів // Вісник Академії правових наук України. — 2007. — № 3 (50). — С. 95-106[недоступне посилання з липня 2019]
- Крічковська О. Правові наслідки визнання правочину недійсним — пояснення юриста [Архівовано 27 вересня 2013 у Wayback Machine.]
- Міністерство юстиції України. Полтавське міське управління юстиції. Методичні рекомендації «Недійсність правочину». Полтава, 2012 [Архівовано 27 вересня 2013 у Wayback Machine.]
- Тузов Д. О. Теория недействительности сделок. Опыт российского права в контексте европейской правовой традиции. — М.: Статут, 2007. — 313 с.